# Fauvette sarde
Curruca sarda
Pour les articles homonymes, voir Sarda (homonymie).
Espèce
Statut de conservation UICN

 LC  : Préoccupation mineure

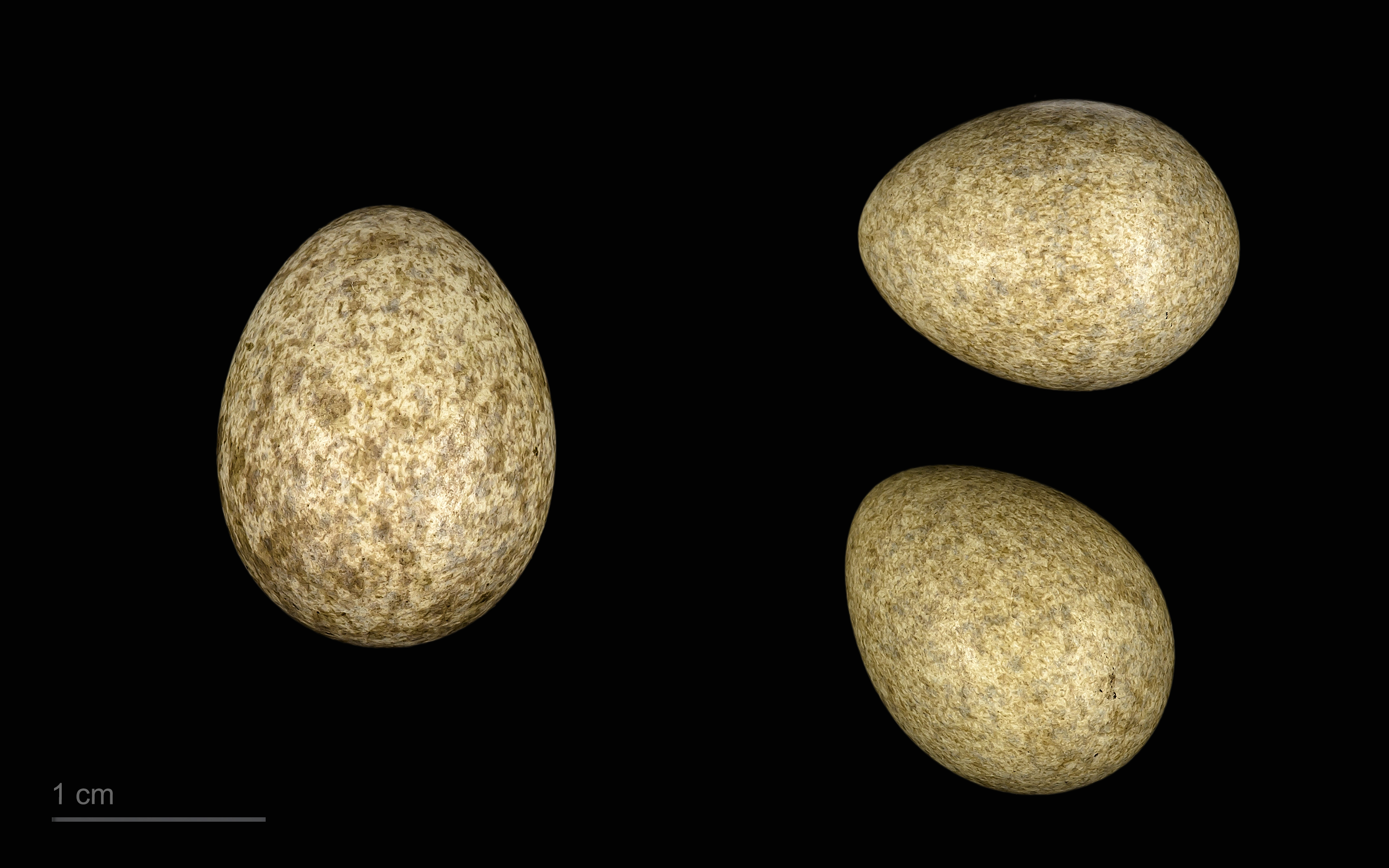
Œuf de Cuculus canorus canorus dans une couvée de Curruca sarda - Muséum de Toulouse

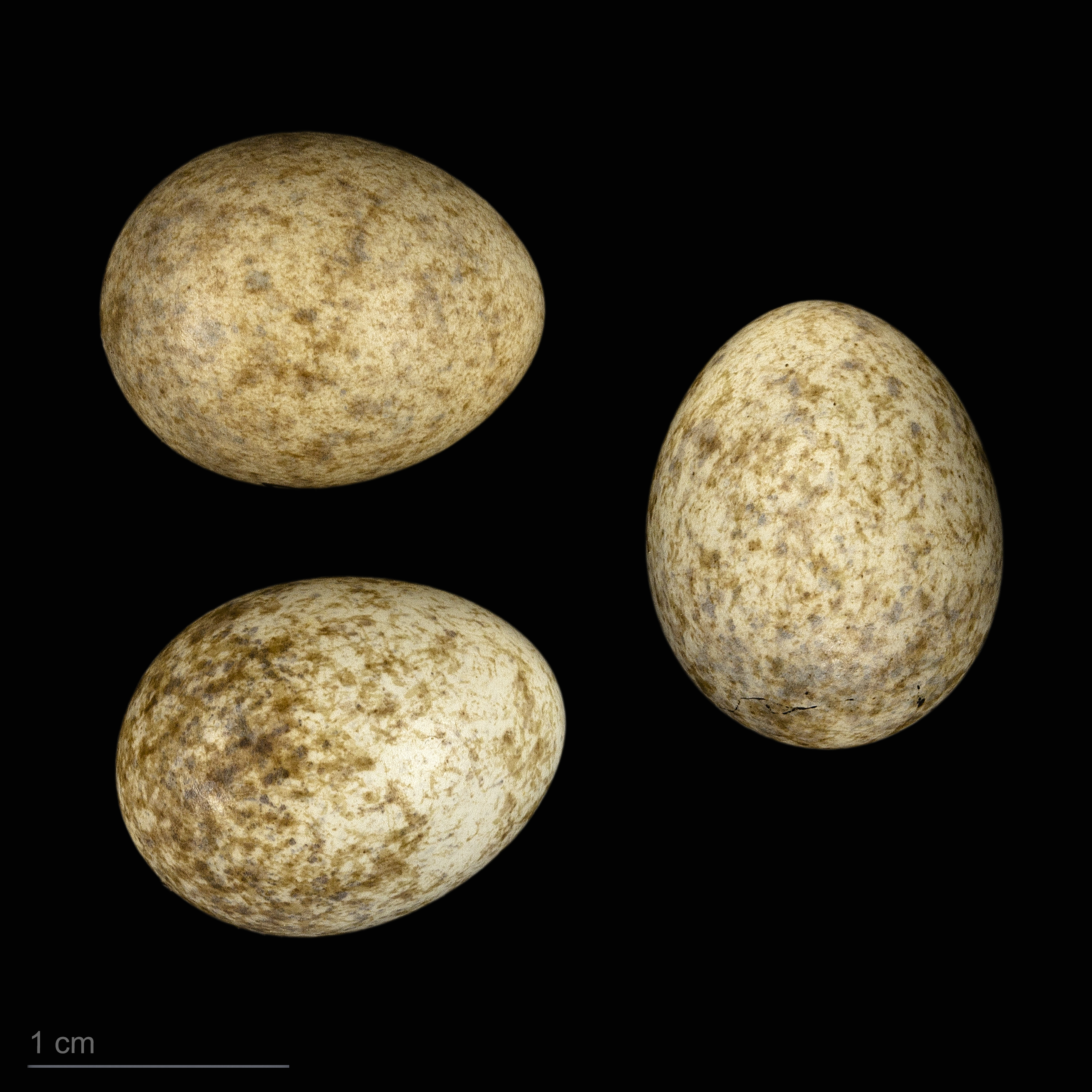
Oeufs de Curruca sarda balearica - Muséum de Toulouse

La Fauvette sarde (Curruca sarda) est une espèce de passereaux appartenant à la famille des Sylviidae.

## Systématique
La fauvette sarde faisait anciennement partie du genre Sylvia, mais a depuis été reclassée dans le genre Curruca après que celui-ci a été séparé de Sylvia.